# سیارک ۵۹۲۳۲
سیارک ۵۹۲۳۲ (به انگلیسی: 59232 Sfiligoi، نامگذاری:1999CA1) پنجاه و نه هزار و دویست و سی و دومین سیارک کشف شده‌است که در ۶ فوریه ۱۹۹۹ کشف شد.